# VTM (TV 채널)

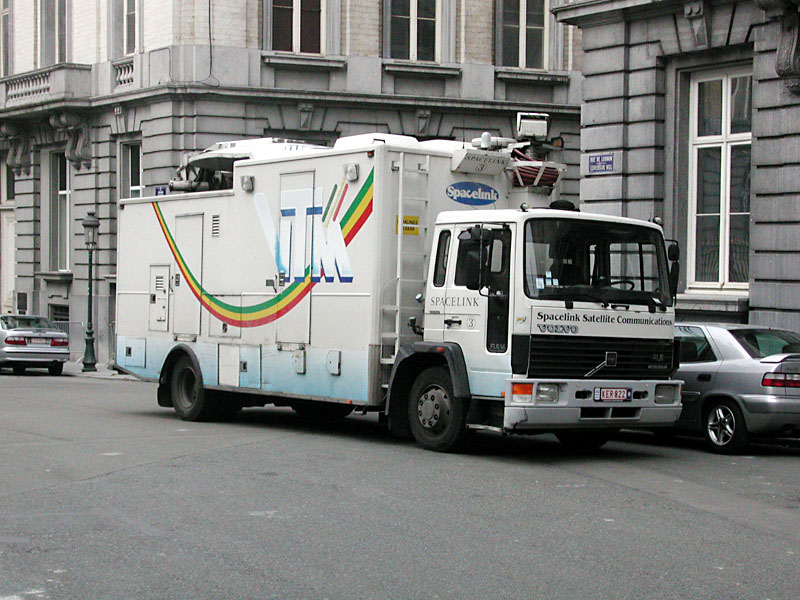

vtm(네덜란드어: Vlaamse Televisie Maatschappij)은 벨기에의 네덜란드어 방송국이다. nl:Medialaan(구 VMMa)란 방송 그룹에 속해있다.
첫 방송은 1989년 2월 1일에 플란데런 지방 최초의 민영 방송으로 개국되었다. VTM은 ‘Tien om te zien’같은 국내 음악 차트 쇼를 통하여 개국한지 얼마 안되어 90년대 초 플란데런 지방에서 가장 높은 점유율을 보이기도 하였다. 2004년에는 공영 방송 VRT의 een에 점유율이 밀리기도 하였으나, 2008년 이후로 다시 점유율을 회복하였다.
모회사인 Medialaan은 어린이 채널인 vtmKzoom을 비롯하여 6여개의 텔레비전 채널이 더 있으며, Q-music과 JOEfm 같은 라디오 방송도 보유하고 있다. 2006년 RTL 그룹이 Medialann의 50% 지분을 소유한다는 루머가 나왔으나, RTL은 이 계획을 철회한 바 있다.

## 자매 채널
- Q2, Kadet, Vitaya, vtmKzoom, VTMzomer, VTMkerst